# Boerhavia montana
Boerhavia montana är en underblomsväxtart som först beskrevs av Miré, H.Gillet och Pierre Ambrunaz Quézel, och fick sitt nu gällande namn av Rafaël Herman Anna Govaerts. Boerhavia montana ingår i släktet Boerhavia och familjen underblomsväxter. Inga underarter finns listade i Catalogue of Life.